# Persone di nome Agnes
| Questa pagina contiene informazioni ricavate automaticamente dalle voci biografiche con l'ausilio del template Bio e di un bot. L'aggiornamento è periodico e automatico e ricostruisce completamente la pagina. Se manca una persona in questa lista, sei pregato di non aggiungerla, ma accertati piuttosto che la sua voce biografica contenga il template Bio e che i dati anagrafici siano correttamente compilati. Se il template Bio manca, inseriscilo tu stesso o, in alternativa, metti l'avviso {{tmp\|Bio}} che ne segnala la mancanza. Se i dati riportati sono sbagliati, correggi direttamente la voce biografica; le modifiche saranno visibili in questa lista entro pochi giorni. Per chiarimenti vedi il progetto antroponimi. La lista contiene solo le 70 persone che sono citate nell'enciclopedia e per le quali è stato implementato correttamente il template Bio. Pagina aggiornata al 6 ago 2025. |

Questa è una lista di persone presenti nell'enciclopedia che hanno il nome Agnes, suddivise per attività principale.

## Astronome(1)
- Agnes Mary Clerke, astronoma e scrittrice irlandese (Skibbereen, n. 1842 - Londra, † 1907)

## Attiviste(1)
- Agnes Chow, attivista e politica hongkonghese (Hong Kong, n. 1996)

## Attrici(8)
- Agnes Ayres, attrice statunitense (Carbondale, n. 1898 - Los Angeles, † 1940)
- Agnes Bruckner, attrice statunitense (Los Angeles, n. 1985)
- Agnes Esterhazy, attrice ungherese (Cluj-Napoca, n. 1898 - Monaco di Baviera, † 1956)
- Agnes Fink, attrice tedesca (Francoforte sul Meno, n. 1919 - Monaco di Baviera, † 1994)
- Agnes Kittelsen, attrice norvegese (Kristiansand, n. 1980)
- Agnes Moorehead, attrice statunitense (Clinton, n. 1900 - Rochester, † 1974)
- Agnes Mowinckel, attrice e regista teatrale norvegese (Bergen, n. 1875 - Oslo, † 1963)
- Agnes Straub, attrice tedesca (Monaco di Baviera, n. 1890 - Berlino, † 1941)

## Autrici televisivi(1)
- Agnes Nixon, autrice televisiva e produttrice televisiva statunitense (Chicago, n. 1922 - Haverford, † 2016)

## Botaniche(3)
- Agnes Arber, botanica britannica (Londra, n. 1879 - Cambridge, † 1960)
- Agnes Block, botanica, disegnatrice e illustratrice olandese (Emmerich am Rhein, n. 1629 - Amsterdam, † 1704)
- Agnes Joaquim, botanica armena (Singapore, n. 1854 - Singapore, † 1899)

## Calciatrici(1)
- Aggie Beever-Jones, calciatrice inglese (Carshalton, n. 2003)

## Cantanti(2)
- Agnes, cantante svedese (Vänersborg, n. 1988)
- Agnes Chan, cantante, attrice e scrittrice cinese (Hong Kong, n. 1955)

## Cantautrici(2)
- Agnes Monica, cantautrice, ballerina e attrice indonesiana (Giacarta, n. 1986)
- Agnes Obel, cantautrice, compositrice e pianista danese (Gentofte, n. 1980)

## Cestiste(3)
- Agnes Baldwin, cestista statunitense (Cross Plains, n. 1926 - † 2001)
- Agnes Dhu, ex cestista australiana (Brisbane, n. 1944)
- Agnes Loyd, cestista statunitense (n. 1925 - † 2019)

## Chimiche(2)
- Agnes Morgan, chimica statunitense (Peoria, n. 1884 - † 1968)
- Agnes Pockels, chimica tedesca (Venezia, n. 1862 - Braunschweig, † 1935)

## Compositrici(1)
- Elisabeth Lutyens, compositrice britannica (Londra, n. 1906 - Londra, † 1983)

## Crittografe(1)
- Agnes Meyer Driscoll, crittografa statunitense (Geneseo, n. 1889 - Geneseo, † 1971)

## Danzatrici(1)
- Agnes de Mille, ballerina e coreografa statunitense (New York, n. 1905 - New York, † 1993)

## Educatrici(1)
- Agnes Baden-Powell, educatrice britannica (Paddington, n. 1858 - † 1945)

## Esploratrici(1)
- Agnes Milowka, esploratrice australiana (Częstochowa, n. 1981 - Mount Gambier, † 2011)

## Filantrope(1)
- Agnes Keyser, filantropa inglese (Great Stanmore, n. 1852 - Faringdon, † 1941)

## Giocatrici di curling(1)
- Agnes Knochenhauer, giocatrice di curling svedese (Stoccolma, n. 1989)

## Giornaliste(1)
- Agnes Smedley, giornalista e scrittrice statunitense (Osgood, n. 1892 - Londra, † 1950)

## Infermiere(1)
- Agnes von Kurowsky, infermiera statunitense (Filadelfia, n. 1892 - Gulfport, † 1984)

## Medici(1)
- Agnes Bennett, medico neozelandese (Sydney, n. 1872 - Wellington, † 1960)

## Mezzofondiste(4)
- Agnes Jebet Ngetich, mezzofondista keniota (n. 2001)
- Agnes Samaria, ex mezzofondista namibiana (Otjiwarongo, n. 1972)
- Agnes Tirop, mezzofondista keniota (Uasin Gishu, n. 1995 - Iten, † 2021)
- Agnes Tschurtschenthaler, mezzofondista e siepista italiana (San Candido, n. 1982)

## Mezzosoprani(1)
- Agnes Baltsa, mezzosoprano greco (Leucade, n. 1944)

## Militari(1)
- Agnes Leclerc Joy, militare e infermiera statunitense (Franklin, n. 1844 - Karlsruhe, † 1912)

## Modelle(2)
- Ágnes Konkoly, modella ungherese (Budapest, n. 1987)
- Agnes Lum, ex modella statunitense (Honolulu, n. 1956)

## Nobildonne(1)
- Agnes Douglas, nobildonna scozzese (Castello di Loch Leven, n. 1574 - † 1607)

## Nobili(2)
- Agnes Keith, nobile scozzese (Castello di Dunnottar, n. 1540 - Edimburgo, † 1588)
- Agnes Tylney, nobile britannica (Lambeth, † 1545)

## Numismatiche(1)
- Agnes Baldwin Brett, numismatica e archeologa statunitense (n. 1876 - † 1955)

## Nuotatrici(2)
- Agnes Geraghty, nuotatrice statunitense (New York, n. 1907 - Oceanside, † 1974)
- Nan Rae, ex nuotatrice britannica (Motherwell, n. 1944)

## Pittrici(4)
- Agnes Dean Abbatt, pittrice e illustratrice statunitense (New York, n. 1847 - New York, † 1917)
- Agnes Börjesson, pittrice svedese (Uppsala, n. 1827 - Alassio, † 1900)
- Agnes Goodsir, pittrice australiana (Portland, n. 1864 - Parigi, † 1939)
- Agnes Martin, pittrice statunitense (Macklin, n. 1912 - Taos, † 2004)

## Politiche(1)
- Agnes Macphail, politica, giornalista e insegnante canadese (Contea di Grey, n. 1890 - Toronto, † 1954)

## Pugili(1)
- Agnes Alexiusson, pugile svedese (Stoccolma, n. 1996)

## Saltatrici con gli sci(1)
- Agnes Reisch, saltatrice con gli sci tedesca (n. 1999)

## Schermitrici(1)
- Agnes Simonffy, ex schermitrice ungherese (n. 1944)

## Scrittrici(5)
- Agnes Mary Frances Duclaux, scrittrice, giornalista e critica letteraria britannica (Leamington Spa, n. 1857 - Aurillac, † 1944)
- Agnes Henningsen, scrittrice danese (Ullerslev, n. 1868 - Copenaghen, † 1962)
- Agnes von Krusenstjerna, scrittrice svedese (Väjxö, n. 1894 - Stoccolma, † 1940)
- Agnes Miegel, scrittrice, poetessa e giornalista tedesca (Königsberg, n. 1879 - Bad Salzuflen, † 1964)
- Agnes Strickland, scrittrice e storica inglese (Londra, n. 1796 - Southfold, † 1874)

## Soprani(1)
- Agnes Nicholls, soprano inglese (Cheltenham, n. 1876 - Londra, † 1959)

## Tenniste(1)
- Agnes Morton, tennista britannica (Halstead, n. 1872 - Kensington, † 1952)

## Traduttrici(1)
- Ágnes Preszler, traduttrice e pittrice ungherese (Budapest, n. 1961)

## Truccatrici(1)
- Agnes Flanagan, truccatrice, parrucchiera e attrice statunitense (Millville, n. 1902 - Woodland Hills, † 1985)

## Velociste(1)
- Agnes Osazuwa, velocista nigeriana (Benin City, n. 1989)

## Vescove luterane(1)
- Agnes Sigurðardóttir, vescova luterana islandese (Ísafjörður, n. 1954)

## Senza attività specificata(3)
- Agnes Bernauer, tedesca (Straubing, † 1435)
- Agnes Oaks, ex ballerina estone (Vändra, n. 1970)
- Agnes Randolph, contessa scozzese (Dunbar, n. 1312 - Dunbar, † 1369)